# Piramidi di terra in Alto Adige

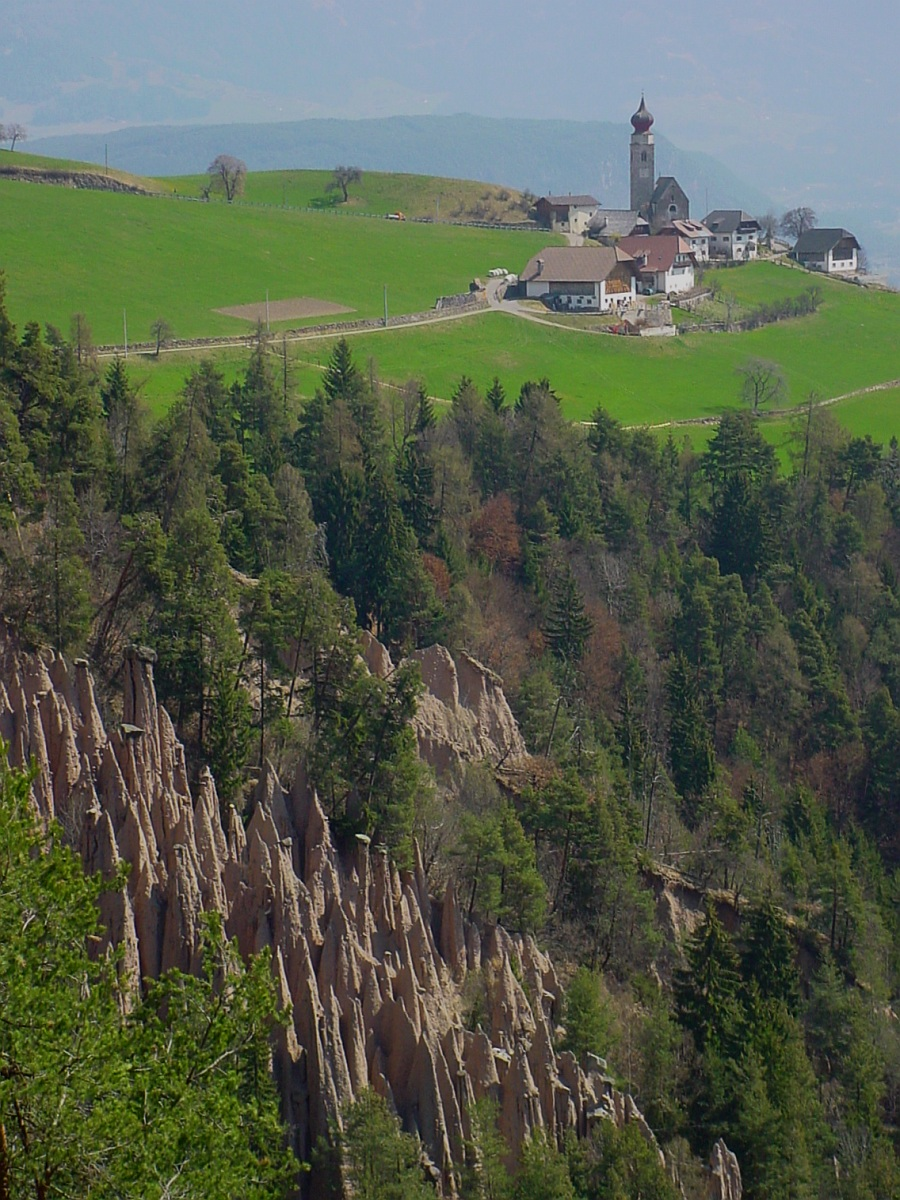
Le piramidi di Renon, le più famose in Alto Adige, verso Mittelberg

Le piramidi di terra in Alto Adige sono un particolare fenomeno naturale che si forma in particolari terreni, solitamente dopo una frana o un dissestamento della terra.

## Descrizione
La causa principale della formazione delle "piramidi" di terra è opera  di continui
periodi di piogge torrenziali e di siccità. Questi fenomeni, in terreni particolarmente friabili, nel corso degli anni, vanno a erodere sempre più il terreno, andando a formare appunto le piramidi di terra. Solitamente le piramidi si formano in terreni molto ben riparati dal vento, in modo che questo non le possa danneggiare.
Inoltre la vita delle piramidi di terra è fortemente dipendente dal tempo in cui il masso che la ricopre riesce nel suo scopo, ovvero ripararla.
Diverse sono le piramidi di terra che si possono andare tranquillamente a visitare. Tra le più note e ammirabili, si citano:
- le Piramidi di Renon, a Renon, sopra a Bolzano, che si dividono in tre distinti gruppi vicino alle frazioni di Collalbo, a Soprabolzano ed Auna di Sotto;
- le piramidi di Plata, vicino a Perca in Val Pusteria.

Altre meno famose piramidi di terra si trovano: 
- a Terento, in Val Pusteria;
- nel Giardino del Sudtirolo (a Meltina);
- a San Genesio, vicino a Bolzano;
- nei dintorni di Merano: a Tirolo, Caines e Rifiano;
- a Collepietra e a Cornedo.
- a Novacella, dentro la valle di Riga